# ツァイト・フォト・サロン
ツアイト・フォト・サロン (Zeit-Foto Salon) は、1978年に石原悦郎（1941年生まれ。立教大学法学部法学科卒業）により開設された、カメラ会社やフィルム会社が運営しない、独立系の写真専門ギャラリーの草分けで、この手のものとしては日本初のもの。運営は、株式会社ツァイト・フォト(ZEIT-FOTO CO., LTD.) が行っている。
ドイツの著名な新聞「デア・ツァイト」とは無関係。

## 所在地
- 東京都国立市中2-22-33

## 概要
内外の写真家を問わず、写真作品を展示、販売している。取り扱い作家は、例えば、戦前では、マン・レイ、ブラッサイ、アンドレ・ケルテスなどである。また、国内では、杉浦邦恵、石内都、鷹野隆大、柴田敏雄、楢橋朝子、森山大道などである。
また、つくば写真美術館'85を開設および運営、「写真のエコール・ド・パリ展」(Paris Capitale de la photographie 1910-1945)（1991年、目黒区美術館など日本全国を巡回）の企画に協力するなど、自ギャラリーのスペースを超えて広く活動している。
当初は、東京日本橋三越前にあったが京橋に移転し、2016年12月22日をもってギャラリーは閉廊。
2017年、国立市に事務所を移転。
なお、かつて東京杉並区高円寺に存在した写真中心のギャラリー「イルテンポ（il tempo）」（2004年に閉廊）は、石原夫人がオーナーであった。